# John Milbank
John Milbank, né le 23 octobre 1952 à Kings Langley dans le Hertfordshire, est un théologien chrétien anglican, actuellement professeur de religion, politique et éthique à l'université de Nottingham.

## Biographie
Il a notamment enseigné à l'université de Virginie et à l'université de Cambridge. Il fait l'objet d'une controverse au sujet de sa vision des rapports entre la théologie et les sciences sociales. D'après Milbank, les sciences sociales sont un produit de l'ethos moderne séculariste, qui reposerait sur une ontologie de la violence. La théologie ne devrait donc pas chercher à faire usage des théories issues des sciences sociales, parce que la théologie offre une vision permettant d'embrasser l'ensemble de la réalité, y compris les réalités sociales et politiques.
John Milbank est souvent décrit comme un théologien métaphysique, en ce qu'il travaille à l'élaboration d'une ontologie chrétienne trinitaire. Il se fonde principalement sur certains aspects de la pensée platonicienne, mais aussi sur l'œuvre de saint Augustin. Avec Graham Ward et Catherine Pickstock, il a contribué à lancer un nouveau mouvement théologique connu sous le nom de Radical Orthodoxy - un courant regroupant des catholiques, des anglicans et des orthodoxes dans une critique radicale de la modernité.

## Œuvres
- (en) Theology and Social Theory, 1990  (ISBN 0-631-18948-3)
- (en) The Word Made Strange, 1997  (ISBN 0-631-20336-2)
- (en) Truth in Aquinas, with Catherine Pickstock 2000  (ISBN 0-415-23335-6)
- (en) Being Reconciled: Ontology and Pardon, 2003  (ISBN 0-415-30525-X)
- (en) The Suspended Middle: Henri de Lubac and the Debate concerning the Supernatural, 2005  (ISBN 0-8028-2899-X)

traduction française : Le milieu suspendu, 2007  (ISBN 978-2204081382)
- (fr) Le milieu suspendu : Henri de Lubac et le débat sur le surnaturel, Paris, Cerf, Ad Solem, 2007  (ISBN 9782204081382)
- (fr) Théologie et théorie sociale, Paris, Cerf, 2010  (ISBN 9782204083577)
- (fr) La Politique de la Vertu, John Milbank et Adrian Pabst, Desclée De Brouwer (4 avril 2018)  (ISBN 2220092534)